# Бочжоу
Бочжо́у (кит. упр. 亳州, пиньинь Bózhōu) — городской округ в провинции Аньхой КНР.

## История
Легенды связывают эти места с императором Ку и Шэнь-нуном, потомков которого чжоуский У-ван переселил в эти места. Потомки Шэнь-нуна, носившие фамилию Цзян (姜), основали здесь царство Цяо (焦国). В эпоху Вёсен и Осеней эти земли оказались в составе царства Чэнь. В 479 году до н. э. царство Чэнь было аннексировано царством Чу.
Когда царство Цинь завоевало все прочие царства, и основала первую в китайской истории империю, то в этих местах был создан уезд Цяосянь (谯县), позднее вошедший в состав округа Данцзюнь (砀郡). При империи Хань уезд Цяосянь стал с 42 года местом размещения властей провинции Юйчжоу (豫州), и округ тоже стал называться округом Цяоцзюнь (谯郡). В эпоху Троецарствия эти места оказались в составе царства Вэй, и Цяосянь, будучи местом рождения Цао Цао, стал одной из вспомогательных столиц страны (наряду с Сюйчаном, Лояном, Чанъанем и Ечэном).
После объединения китайских земель и образования империи Цзинь в этих местах был образован удел Цяо (谯国), но впоследствии удел был ликвидирован и был вновь образован округ Цяоцзюнь.
При империи Северная Вэй в этих местах с 507 года разместились власти области Наньянь (南兖州). После того, как эти места оказались в империи Северная Чжоу, в 579 году область Наньянь была переименована в Бочжоу (亳州). При империи Суй в 607 году область Бочжоу вновь стала округом Цяоцзюнь. При империи Тан в 621 году округ Цяоцзюнь вновь был переименован в область Бочжоу.
После монгольского завоевания и образования империи Юань область Бочжоу была подчинена Хуайдэской управе (归德府). В 1355 году Лю Футун поднял восстание против монгольского владычества, и возвёл в Бочжоу на престол Хань Линьэра в качестве императора возрождённой империи Сун. В течение трёх лет Бочжоу был столицей повстанческого государства.
После образования китайской империи Мин область Бочжоу была понижена в статусе, и стала уездом, подчинённым Фэнъянской управе (凤阳府) провинции Наньчжили, однако в 1496 году вновь была поднята в статусе до области.
После маньчжурского завоевания провинция Наньчжили была переименована в Цзяннань, а затем разделена на провинции Цзянсу и Аньхой. Область Бочжоу подчинялась напрямую властям провинции Аньхой, в её состав входили уезды Цяосянь, Тайхэ и Мэнчэн. В 1864 году, после подавления восстания няньцзюней, на стыке уездов Цяосянь, Мэнчэн и Фуян был образован уезд Гоян.
После Синьхайской революции в Китае была проведена реформа структуры административного деления, в ходе которой области были упразднены, поэтому в 1912 году на землях, ранее напрямую подчинявшихся областным властями, был образован уезд Босянь (亳县).
В 1947 году урбанизированная часть уезда Босянь была выделена в город Бочэн (亳城市).
После образования КНР эти земли вошли в состав Специального района Фуян (阜阳专区). В 1950 году город Бочэн был упразднён, а его территория вернулась в состав уезда Босянь. В 1964 году на стыке уездов Фуян, Гоян, Мэнчэн и Фэнтай был создан уезд Лисинь. В 1971 году Специальный район Фуян был переименован в Округ Фуян (阜阳地区).
В 1986 году постановлением Госсовета КНР уезд Босянь был преобразован в городской уезд Бочжоу.
В 1996 году округ Фуян был расформирован, а на его месте был образован городской округ Фуян.
В 1998 году городской уезд Бочжоу был выведен из состава городского округа Фуян и подчинён напрямую властям провинции Аньхой.
В 2000 году постановлением Госсовета КНР городской уезд Бочжоу был расформирован, и был создан городской округ Бочжоу, в состав которого вошли район городского подчинения Цяочэн (образованный на месте бывшего городского уезда Бочжоу) и уезды Гоян, Лисинь и Мэнчэн (ранее входившие в состав городского округа Фуян).

## Административно-территориальное деление
Городской округ Бочжоу делится на 1 район, 3 уезда:
| Карта                     | Карта    | Карта     | Карта          | Карта            | Карта         |
| ------------------------- | -------- | --------- | -------------- | ---------------- | ------------- |
| Цяочэн Гоян Мэнчэн Лисинь |          |           |                |                  |               |
| Статус                    | Название | Иероглифы | Пиньинь        | Население (2010) | Площадь (км²) |
| Район                     | Цяочэн   | 谯城区    | Qiáochéng qū   |                  |               |
| Уезд                      | Гоян     | 涡阳县    | Guōyáng xiàn   |                  |               |
| Уезд                      | Мэнчэн   | 蒙城县    | Méngchéng xiàn |                  |               |
| Уезд                      | Лисинь   | 利辛县    | Lìxīn xiàn     |                  |               |